# Banedole
Banedole  ist ein osttimoresischer Ort im Suco Atudara (Verwaltungsamt Cailaco, Gemeinde Bobonaro). Er liegt im Westen des Nordterritoriums von Atudara, im Nordwesten der Aldeia Biateho, auf einer Meereshöhe von 70 m.
Durch den Ort führt die Überlandstraße von Cailacos Hauptort Marko nach Hatolia Vila (Gemeinde Ermera). Südlich einer kleinen Straßenbrücke beginnt der Nachbarort Maumela. Nördlich liegt hinter dem nächsten Wasserlauf, der die Straße quert, das Dorf Lesupu.